# Linia kolejowa Hildesheim – Goslar
Linia kolejowa Hildesheim – Goslar – ważna dwutorowa i niezelektryfikowana linia kolejowa w kraju związkowym Dolna Saksonia, w Niemczech. Łączy Hildesheim z Goslar.